# Caeciliidae
Famille
Synonymes
- Caeciliinae Rafinesque, 1814
- Oscaecilioidae Lescure, Renous & Gasc, 1986

Les Caeciliidae sont une famille d'amphibiens gymnophiones. Elle a été créée par Constantine Samuel Rafinesque en 1814.

## Répartition
Les espèces de cette famille se rencontrent en Amérique du Sud et en Amérique centrale.

## Description
Ce sont des amphibiens dont les pattes atrophiées leur donnent un aspect de vers de terre.

## Liste des genres
Selon Amphibian Species of the World (19 janvier 2014) :
- Caecilia Linnaeus, 1758
- Oscaecilia Taylor, 1968

## Taxinomie
Les Caeciliidae ont été redéfinies par Wilkinson, San Mauro, Sherratt et Gower en 2011, de nombreux genres ont été déplacés vers d'autres familles.
Le nom admet un synonyme en zoologie pour une famille d'insectes psocoptères, rebaptisée depuis Caeciliusidae.

## Publication originale
- Rafinesque, 1814 : Fine del Prodromo d'Erpetologia Siciliana. Specchio delle Scienze, o, Giornale Enciclopedico di Sicilia, vol. 2, p. 102-104.